# Гармаев, Юрий Петрович
Ю́рий Петро́вич Гарма́ев (род. 2 сентября 1970, с. Кудара-Сомон Кяхтинского района Бурятской АССР) — российский учёный-криминалист, доктор юридических наук, профессор, старший советник юстиции (в отставке), Почетный работник сферы образования Российской Федерации, Заслуженный юрист Республики Бурятия.

## Биография
В 1993 году окончил юридический факультет Иркутского государственного университета.
С 20.6.1993 по 31.12.2005 гг. работал в органах прокуратуры на должностях: следователя, старшего следователя Бурятской транспортной прокуратуры, старшего следователя Восточно-Сибирской транспортной прокуратуры, следователя по особо важным делам прокуратуры РБ, заместителя Бурятского транспортного прокурора.
С 1996 года по совместительству, и далее с 2006 г. — на штатной основе, занимается преподавательской деятельностью в Бурятском государственном университете. Совмещал работу в прокуратуре с должностью старшего преподавателя, доцента, профессора, заведующего кафедрой уголовного права и процесса юридического факультета БГУ.
В 2002 году по основному месту работы в органах прокуратуры переведен на должность заведующего кафедрой организации прокурорско-следственной деятельности Иркутского института повышения квалификации прокурорских работников Генеральной прокуратуры РФ.
31 декабря 2005 г. уволился из органов прокуратуры РФ, продолжая работу в Институте по совместительству. Имеет классный чин — старший советник юстиции (в отставке).
1 января 2006 г. перешел на постоянную работу в Бурятский государственный университет имени Доржи Банзарова. Работал на должностях заведующего (2007—2009 гг.) и профессора (2006—2007 гг., с 2009 г. по настоящее время) кафедры уголовного права, процесса и криминалистики. С 2006 г. заведующий лабораторией сравнительного правоведения в странах Азиатско-Тихоокеанского региона. С 2020 года руководитель Центра правового и антикоррупционного просвещения.

## Ученые степени и звания
В 1998 году, работая в должности старшего следователя, защитил кандидатскую диссертацию по теме: «Актуальные проблемы теории и практики расследования должностных преступлений в таможенных органах», которая во многом была основана на материалах расследованных самим автором уголовных дел. Диссертация защищена под руководством Заслуженного юриста Российской Федерации, доктора юридических наук, профессора, Владимира Ивановича Шиканова. Место защиты: НИИ проблем укрепления законности и правопорядка при Генеральной прокуратуре РФ (г. Москва).
В 2004 году в том же НИИ защитил докторскую диссертацию по теме: «Теоретические основы формирования криминалистических методик расследования преступлений». Научный консультант — доктор юридических наук, профессор Александр Федорович Лубин.
В 2001 году Ю. П. Гармаеву присвоено ученое звание доцента по кафедре уголовного права и процесса, в 2013 году — ученое звание профессора по кафедре уголовного процесса.

## Направления научных исследований
Профессор Ю. П. Гармаев — известный в России и за её пределами ученый в области криминалистики и оперативно-розыскной деятельности (ОРД), автор более 600 научных публикаций, в том числе автор (соавтор), ответственный редактор свыше 70-ти монографий, учебников, пособий; более 30-ти сборников научных трудов.
Свыше 150 научных статей опубликованы в изданиях, рекомендованных Высшей аттестационной комиссией (ВАК) Минобрнауки РФ, более 15 — в журналах, индексируемых в международной базе данных «Scopus» и Web of Science. Индекс Хирша — 29, показатель цитируемости — 5317 (по состоянию на 23.08.2024). Многие годы занимает лидирующие позиции в ежегодном рейтинге по научной работе, признан «Лучшим профессором 2016 года» по гуманитарному направлению (в университете).
Большинство его крупных публикаций изданы в г. Москва. Некоторые монографии и другие работы опубликованы на иностранных языках: английском, китайском, монгольском (в КНР, Монголии, Германии, Украине, Македонии).
Профессор Ю. П. Гармаев — победитель конкурсов грантов Президента РФ: для государственной поддержки ведущих научных школ (как руководитель, 2018—2019 гг.); для государственной поддержки молодых российских ученых — докторов наук (2005—2006 гг.), и множества других.
Под его научным руководством защищено 17 кандидатских и две докторские диссертации, а также одна диссертация доктора права (PhD) защищена в Монголии.
Являлся руководителем оргкомитетов 11 международных научно-практических конференций по проблемам сравнительного правоведения в странах АТР (г. Улан-Удэ), стал одним из инициаторов развития данного научного направления в России.
Является членом редакционных советов ряда российских и зарубежных журналов:
- «Евразийская адвокатура» (г. Уфа)[7].
- «ГлаголЪ правосудия» (г. Иркутск)[8]
- Международный научный журнал «Наука и жизнь Казахстана» (г. Астана)[9]
- Вестник Сибирского юридического института МВД России (г. Красноярск)[10]

Является членом: экспертно-консультационного совета при Комитете Совета Федерации Федерального собрания Российской Федерации по конституционному законодательству и государственному строительству; научно-консультативного совета при Верховном суде Республики Бурятия, Союза криминалистов и криминологов, Международной ассоциации содействия правосудию (МАСП).
Рекомендован всероссийским рейтингом практикующих юристов «Право-300», ранее — международным рейтингом «Best Lawyers» в сфере уголовного права в России".
Области научных интересов: методика расследования отдельных видов и групп преступлений, уголовно-правовая квалификация коррупционных и должностных преступлений, антикоррупционный комплаенс (междисциплинарные подходы), тактика обвинения и защиты в уголовном процессе, использование результатов ОРД в уголовном судопроизводстве, прикладные методы обучения юристов — студентов и практических работников, сравнительное правоведение в странах АТР, правовое просвещение, антикоррупционное просвещение.

## Преподавательская деятельность
С 1996 года и по настоящее время Ю. П. Гармаев проводит лекции и практические занятия по дисциплинам: «Криминалистика», «Квалификация и расследование коррупционных и должностных преступлений», «Криминалистика и ОРД в юридической практике», «Преодоление противодействия уголовному преследованию» и др. Разработал и внедрил онлайн-курсы: «Защита и обвинение по делам о коррупционных и должностных преступлениях», «Ошибки и нарушения закона в сфере ОРД», «Уголовно-процессуальное и криминалистическое обеспечение противодействия коррупции», «Коррупция: профилактика и противодействие» и др.
Помимо занятий в университете, начиная с 2003 года, постоянно занимается консалтингом, проводит занятия по повышению квалификации адвокатов, следователей, судей, работников прокуратуры РФ, ФСБ РФ, МВД РФ по отдельным вопросам борьбы с преступностью и защите от незаконного обвинения. Выезжал для этих целей в более чем 20 субъектов РФ и ряд иностранных государств.
Начиная с 2006 года проводит занятия по повышению квалификации государственных, муниципальных служащих и других практических работников в рамках антикоррупционного просвещения по тематике, связанной с предупреждением коррупции и защитой от незаконного обвинения в совершении коррупционных и сопутствующих им преступлениях, адаптируя эти занятия для соответствующих сфер деятельности, категорий служащих и населения (региональные образовательные, лечебные учреждения, органы СК, миграционная служба, ФНС, Роспотребнадзор, Пенсионный фонд, МВД и др.).
В рамках работы по грантам, а также по специальным приглашениям провел более 200 занятий по антикоррупционному просвещению в более чем 50 организациях, выезжал с этой целью в 12 субъектов РФ.
В 2023 году получил международный сертификат коуча. Применяет коучинговые инструменты в обучении и повышении квалификации, профориентационной работе с будущими и действующими юристами.
YouTube-канал научной школы профессора Ю. П. Гармаева является одним из известных Интернет-ресурсов образовательного, просветительского и научного характера в сфере криминалистики, оперативно-розыскной деятельности и других наук антикриминального цикла.

## Поощрения и награды
За период работы в органах прокуратуры неоднократно поощрялся Генеральным прокурором РФ, прокурором Республики Бурятия, Восточно-Сибирским транспортным прокурором, опыт его следственной работы освещался в Бюллетене Генеральной прокуратуры РФ, журнале «Следственная практика», «Законность» и др.
В 1996 году Указом Президента Республики Бурятия был награждён дипломом первой степени «Лучший следователь Республики Бурятия» по результатам расследования уголовных дел о должностных преступлениях.
В 1998 году в порядке поощрения Генеральным прокурором РФ был присвоен внеочередной классный чин — младший советник юстиции (майор), за успешное расследование ряда дел о должностных и внешнеэкономических преступлениях.
За успехи в образовательной и просветительской деятельности неоднократно поощрялся Верховным судом РБ, Министерством образования Республики Бурятия, администрацией г. Улан-Удэ.
В 2013 году региональным отделением Общероссийской общественной организации «Ассоциация юристов России» награждён премией «Юрист года Республики Бурятия» в номинации «За вклад в юридическую науку». 
В 2018 году Указом Главы Республики Бурятия присвоено звание «Заслуженный юрист Республики Бурятия».
В 2020 присуждена государственная премия Республики Бурятия за значительный вклад в развитие гуманитарных наук.
В 2021 Приказом Министерства науки и высшего образования РФ присвоено почетное звание «Почетный работник сферы образования Российской Федерации».
В 2022 Победитель Всероссийского конкурса «Золотые имена высшей школы»-2022 в номинации «За вклад в науку и высшее образование».
В 2023 Лауреат общенациональной премии Российского профессорского собрания «Профессор года» (ДВФО).
В 2024 Приказом Министерства образования и науки Республики Бурятия награжден медалью "За значительный вклад в развитие образования Республики Бурятия".

## Основные труды
1. Невозвращение из-за границы средств в иностранной валюте. — М., Изд-во «Юрлитинформ», 2001[15];
2. Должностные преступления в таможенных органах. — М., Изд-во «Юрлитинформ», 2002[16];
3. Использование результатов оперативно-розыскной деятельности при расследовании уголовных дел о незаконном обороте наркотиков: Практич. пособие. — М., 2005[17].
4. Использование результатов оперативно-розыскной деятельности при расследовании уголовных дел о взяточничестве: Практич. пособие. — М., 2005[18].
5. Незаконная деятельность адвокатов в уголовном судопроизводстве: учебник. — М. Изд-во «Экзамен», 2005[19];
6. Проблемы создания криминалистических методик расследования преступлений: теория и практика. — СПб., 2006 (в соавт. с проф. А. Ф. Лубиным)[20];
7. Квалификация и расследование взяточничества: Учебно-практическое пособие. — М.: Изд-во «Норма», 2009. — 290 с. (в соав. с А. А. Обуховым)[21].
8. Особенности криминалистической методики расследования и поддержания государственного обвинения по уголовным делам о незаконном сбыте наркотиков. — М.: Изд-во «Юрлитинформ». — 234 с. (в соавторстве с Д. Г. Шашиным)[22].
9. Руководство для следователя и его помощника, практиканта: учебно-практическое пособие / коллектив авторов под общ. ред. Ю. П. Гармаева. — Харьков (Украина), — 2009. — 264 с.[23].
10. Руководство для помощников судей судов общей юрисдикции / Коллектив авторов под общ. ред. Ю. П. Гармаева и А. О. Хориноева. — М.: Изд-во «Юрлитинформ».- 2012. — 480 с.[24]
11. Помощник судьи арбитражного суда: монография / под ред. О. И. Виляка и Ю. П. Гармаева. — М.: Изд-во «Юрлитинформ». 2012. — 248 с.
12. 俄罗斯刑事诉讼律师违法活动面面现 / （俄）加尔马耶夫著；刘鹏，丛凤玲译. — 北京 ：中国政法大学出版社. — 2013.5. — 366 с. ПЕРЕВОД с китайского: Незаконная деятельность адвокатов в уголовном судопроизводстве РФ / (Россия) Гармаев (автор); Лю Пэн, Цун Фэнлин (переводчики). — Пекин: Издательство Политико-юридического университета Китая. — 2013.5. — 366 с.
13. Гармаев Ю. П., Степаненко Р. А. Противодействие коррупционным преступлениям, связанным с мнимым посредничеством во взяточничестве: Памятка для следователей и населения: учеб.-прак. пособие / Р. А. Степаненко; отв. ред. Ю. П. Гармаев. — Иркутск, 2015. — 54 с.
14. Гармаев Ю. П. Предупреждение коррупции и реализация мер антикоррупционного просвещения в судах. Пособие. 2015.
15. Гармаев Ю. П., Кириллова А. А. Криминалистическая методика судебного разбирательства по уголовным делам об убийствах[25].
16. Гармаев Ю. П., Кириллова А. А. Криминалистическая методика судебного разбирательства по уголовным делам об убийствах (ч. I ст.105 УК РФ): теоретические основы и прикладные рекомендации: Монография и практическое пособие. — М.: Изд-во «Юрлитинформ», 2015. — 280 с.[26]
17. Гармаев Ю. П., Поликарпов Б. А. Преодоление противодействия уголовному преследованию в следственных изоляторах: монография. — М.: Юрлитинформ, 2019. — 232 с. ISBN 978-5-4396-1795-1
18. Гармаев Ю. П. Незаконная деятельность адвокатов в уголовном судопроизводстве, средства предупреждения и нейтрализации. Монография. — М., издательство «ТилКом», 2019. — 492 с. (объем 26,8 усл. печ. л.)(02.04.19)
19. Чумаков А. В., Гармаев Ю. П. Расследование мошенничества при получении выплат. Монография. М., издательство «Юрлитинформ», 2020. 224 с.
20. Гармаев Ю. П., Викулов О. В. Ошибки и нарушения закона в сфере оперативно-розыскной деятельности. Вып. 1: практическое пособие. — М., Издательство «ТилКом», 2020. — 110 с.
21. Гармаев Ю. П., Иванов Э. А., Маркунцов С. А. Антикоррупционный комплаенс в Российской Федерации: междисциплинарные аспекты. Монография. М.: Издательство «Юриспруденция», 2020. — 240 с.
22. Гармаев Ю. П. Преимущественная борьба с «мелкими» коррупционными преступлениями как проблема практики и криминалистической науки// Lex Russica. — 2023. -Том 76. — № 3 (196). — С. 63-71[27].
23. Гармаев Ю. П. Методологические подходы к созданию криминалистических методик расследования коррупционных преступлений // Евразийская адвокатура. — 2023. — № 2 (61). — С. 72-[28].